# Louis-Robert Carrier-Belleuse

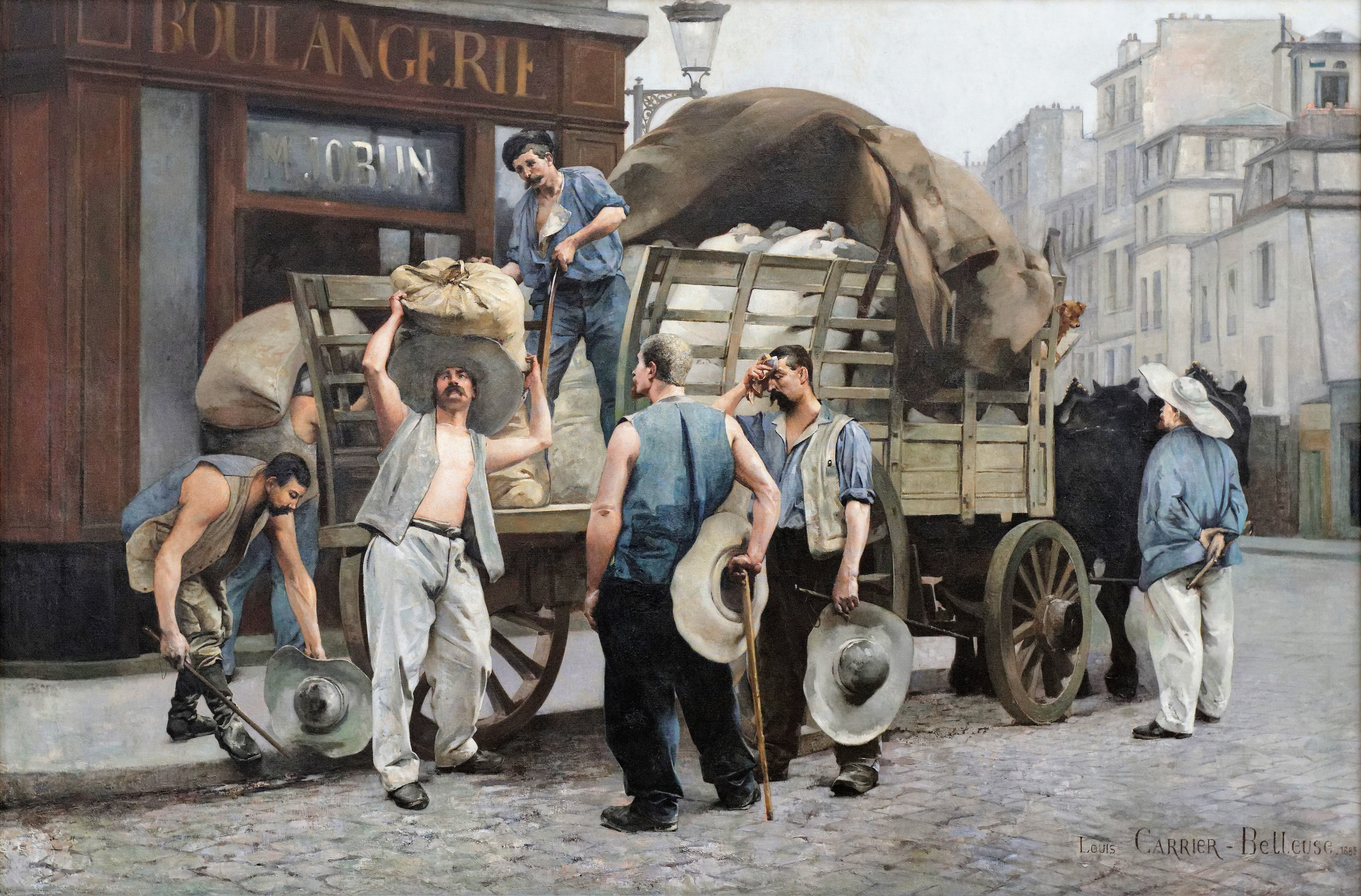
Portatori di farina. Scena parigina, 1885, Musée du Petit Palais

Louis-Robert Carrier-Belleuse (1848 – 1913) è stato uno scultore e pittore francese, figlio e allievo di Albert-Ernest Carrier-Belleuse.

## Biografia
Era figlio di Louise Anne Adnot e di Albert-Ernest Carrier-Belleuse e fratello del più rinomato pittore Pierre Carrier-Belleuse.

Agli inizi fu allievo di suo padre, quindi si iscrisse alla Scuola di Belle Arti di Parigi dove seguì le lezioni di Gustave Boulanger e di Alexandre Cabanel.

Lavorò accanto a suo padre per le Manifatture di Sèvres, delle quali fu anche direttore artistico dal 1875. Nel 1877 fece una prima esperienza di lavoro su ceramica a fianco di Thèodore Deck e partecipò quindi al concorso di Sèvres del 1882. Disegnò inoltre dei modelli per la Faïancerie di Choisy-le-Roi, manifattura della quale divenne direttore artistico nel 1889.

Ricevette un premio al Salon del 1881 per la pittura e un altro premio per la scultura al Salon del 1889.
Muore nel 1913 e venne sepolto nel Cimitero di Saint-Vincent a Parigi.

## Opere principali
- Une équipe de bitumiers, (Museo del Luxembourg). - 1883 - (Una squadra di asfaltatori)
- Porteurs de farine, (Museo del Petit Palais). 1885 - (Portatori di farina)
- Nymphe & satyre, marmo (Museo Jules Chéret a Nizza) - (Ninfa e satiro)
- La corvée - (La Corvé)
- Les Petits Ramoneurs, (Museo di Rochefort) - (I piccoli spazzacamini)
- Une Petite Curieuse, (Museo di Rochefort) - (Una piccola curiosa)
- Marchand de Journaux, (Museo di Rochefort) - (Il Giornalaio)
- Projet pour une coupe d'orfèvrerie, Sanguigna e gesso bianco (Museo d'Orsay) - (Progetto per una coppa d'oreficeria)
- Tomba del Presidente José María Reina Barrios in Guatemala
- Il Monumento Nazionale della Costa Rica
- Les joueurs d'echecs (Museo di Besançon) - (Giocatori di scacchi)